# さなえの100%ビタミンK
さなえの100%ビタミンK（さなえの100ぱーせんとびたみんけー）は、ラジオ関西で2004年4月から2006年3月30日まで4曜日放送された音楽番組。1月5日は競馬中継編成などの関係で11:00〜13:00に放送されていた。
放送時間は月〜木曜の11:00〜14:15。
パーソナリティは田中さなえが担当し、懐メロから最新ヒット曲にいたるまで様々なジャンルの音楽をリスナーのリクエストをベースに展開された。